# زيغريبن
زيغريبن (بالألمانية: Seegräben) هي إحدى بلديات مقاطعة هينفيل في كانتون زيورخ بسويسرا. تبلغ مساحتها 3.77 كيلومتر مربع، ويقدر عدد سكانها بـ 1440 نسمة (حسب تعداد ديسمبر 2017).